# João de Médici (1498–1526)
João de Médici, mais conhecido como João das Bandas Negras (em italiano:  Giovanni dalle Bande Nere; 5 de Abril de 1498 - 30 de Novembro de 1526) foi um condottiero italiano do Renascimento.
Inicialmente foi batizado como Ludovico mas logo após a morte de seu pai, a mãe re-batizou-o como João (em italiano:  Giovanni) em memória do falecido marido.

## Biografia
Nasceu em Forlì, filho de João de Médici (il Popolano) e Catarina Sforza, uma das mulheres mais famosas do Renascimento.
Já desde uma idade pequena mostrou uma grande aptidão para as atividades físicas e de combate; logo aprende a esgrima e hipismo. Aos 12 anos cometeu seu primeiro assassinato e devido ao seu comportamento foi por duas vezes expulso de Florença.
Casou-se com Maria Salviati de quem teve um filho, Cosme I de Médici (1519-1574), que foi Duque de Florença (1537) e Grão-Duque da Toscana (1569).
João fez-se condottiero, prestando seus serviços ao Papa Leão X - João de Lourenço de Médici, primo de sua mãe - e recebeu seu "batismo de fogo" aos dezoito anos, na guerra contra Francisco Maria I della Rovere, Duque de Urbino, que venceu em 22 dias.

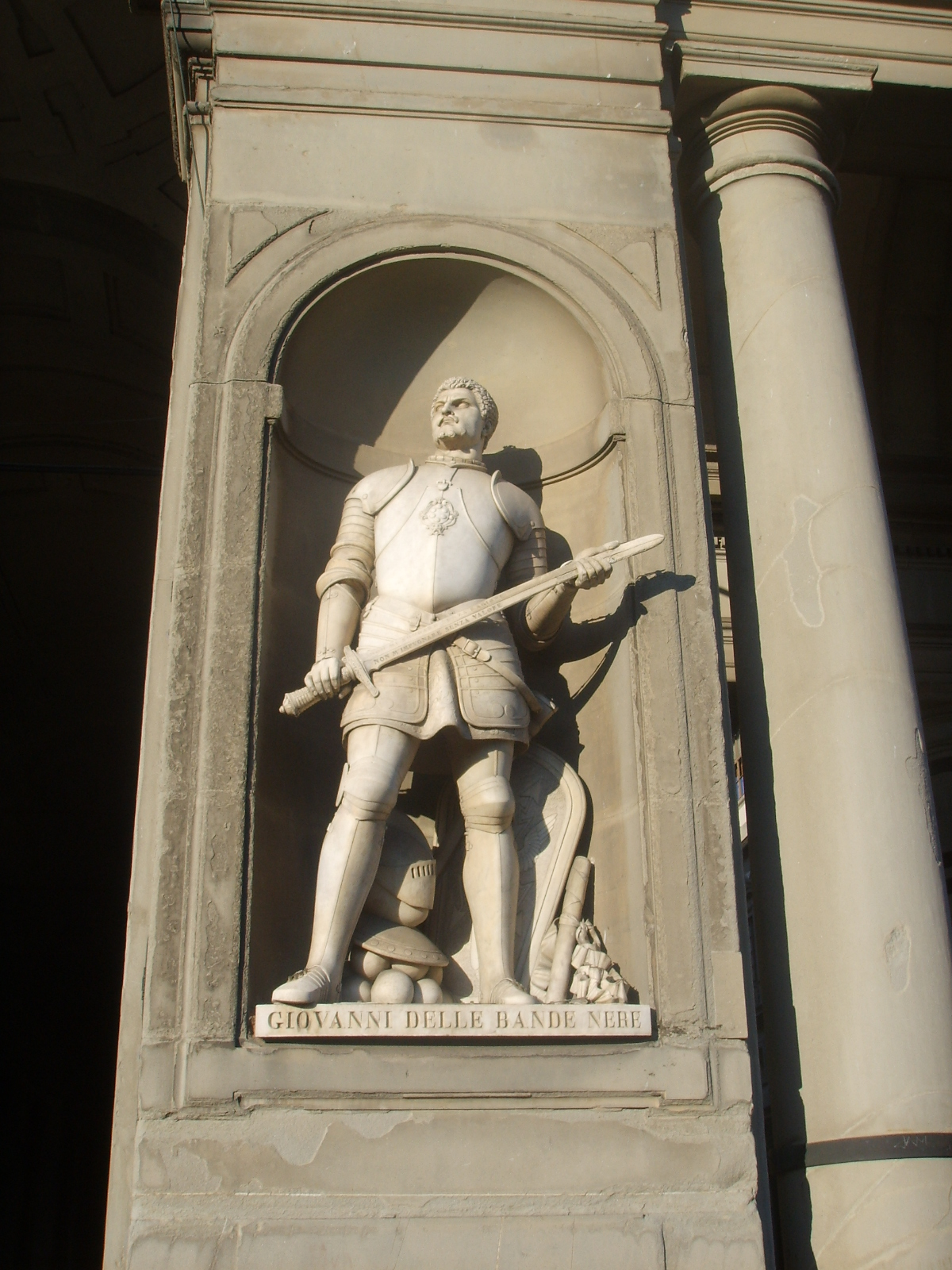
Estátua de João na Galeria Uffizi, mandada esculpir por seu filho Cosme

Em dezembro de 1521, com a morte de Leão X, João acrescentou a suas insígnias umas palas (bandas) negras, em sinal de luto por seu protetor e parente. Daí vem seu apelido, em italiano "dalle Bande Nere" e de seu batalhão de mercenários, os Bandas Negras.
Depois de uma curta mas ilustre vida militar, João morreu em consequência de uma gangrena, em Mântua, a 30 de novembro de 1526, quatro dias após ter recebido um golpe de falconete, numa batalha próximo a Governolo, contra os lansquenês do Sacro Império Romano-Germânico.
A prematura morte de João marcou o fim da era dos condottieri e suas táticas de guerra, muito focadas na cavalaria pesada, que haviam perdido para a artilharia móvel. João é lembrado, assim, como o último grande condottiero. Sua reputação deve-se, em parte, a Pietro Aretino, seu amigo íntimo e autor de versos eróticos muito comentados na época. Aretino esteve presente em seu leito de morte e numa famosa carta descreveu a cena - foram necessários 10 homens para segurá-lo enquanto lhe amputavam a perna - e a coragem do amigo ante a morte.